# Velká Javořina
La Velká Javořina (nom tchèque ; en slovaque : Veľká Javorina) est une montagne située à la frontière entre la Slovaquie et la Tchéquie. Elle s'élève à 970 m d'altitude et constitue le point culminant des Carpates blanches.